# Glaphyra cupreoviridis
Glaphyra cupreoviridis là một loài bọ cánh cứng trong họ Cerambycidae.